# Junkers Ju 322
Lo Junkers Ju 322 Mammut era un aliante da trasporto pesante tattico sviluppato dall'azienda aeronautica tedesca Junkers Flugzeug- und Motorenwerke AG nei tardi anni trenta.
Destinato alla Luftwaffe, venne progettato per essere utilizzato durante la seconda guerra mondiale nell'Operazione Seelöwe che prevedeva lo sbarco delle truppe tedesche della Wehrmacht nel sud dell'Inghilterra, ma con l'impossibilità di dar seguito all'operazione anche la produzione dello Ju 322 venne interrotta dopo solamente due esemplari costruiti.

## Storia del progetto
Nell'estate del 1940 ci fu una specifica richiesta da parte del Reichsluftfahrtministerium per la realizzazione di un grande aliante da trasporto nella costruzione del quale era fatto obbligo dell'uso di materiali non strategici. L'esigenza era di realizzare un velivolo che potesse creare una testa di ponte per operazioni strategiche. Infatti nella fase iniziale della seconda guerra mondiale, durante la rapida avanzata delle truppe tedesche nella Francia, era stata già pianificata dallo stato maggiore dell'esercito l'invasione dell'Inghilterra, chiamata Operazione Seelöwe, per la quale un supporto tattico fornito dalla Luftwaffe era fondamentale. Al bando, alla quale fu assegnato il nome in codice Warschau, parteciparono la Junkers GmbH con lo Ju 322 e la Messerschmitt AG con il suo Me 321 Gigant.
Il progetto era basato sul precedente Junkers EF 94 Goliath disegnato dagli ingegneri aeronautici Heinrich Hertel e Paul Hall, ed era caratterizzato da una grande ala che fungeva nella parte centrale come stiva di carico, questo per ottimizzare il volume interno e permetterne il massimo sfruttamento in relazione alle dimensioni complessive del velivolo. Da questo si discostava principalmente per la riduzione dell'apertura alare, ridotta dagli originali 82,35 m ai 62,35 m dello Ju 322.
Come prescritto dalle specifiche, la struttura era interamente realizzata in legno, con la grande ala dotata di un portellone di carico ricavato sul bordo d'entrata della stessa, il quale abbassandosi aveva la funzione di rampa d'accesso. Posteriormente il velivolo proseguiva con una fusoliera a sezione quadra per finire in una grande coda dall'impennaggio moderatamente cruciforme. Il suo progetto prevedeva la possibilità di trasportare un carro Pz.Kpfw.IV, un cannone antiaereo FlaK 88 mm, un veicolo semicingolato o un semovente, più personale, munizioni e carburante, per un carico teorico complessivo di 20 000 kg. La cabina di pilotaggio prevedeva due posti affiancati ed era ricavata sulla parte superiore a sinistra della linea mediana del velivolo. L'armamento difensivo era affidato a 3 mitragliatrici MG 15 calibro 7,92 mm e camerate per il munizionamento 7,92 × 57 mm Mauser, installate in due torrette anteriori poste ai lati del portellone di carico ed in una torretta dorsale. Per il decollo trainato era previsto inizialmente un carrello applicato sotto la fusoliera che una volta alzati in volo veniva sganciato, mentre l'atterraggio era affidato a robusti pattini striscianti. Per i modelli successivi era previsto un carrello fisso integrato nella struttura della fusoliera.
Il primo prototipo della serie, denominato Ju 322 V1, venne realizzato nello stabilimento di Merseburg ma già nelle prime fasi vennero riscontrate delle grosse difficoltà nella realizzazione in legno dell'ala. Per questo motivo si rese necessario ridurre il valore del carico utile inizialmente a 16 000 kg e successivamente a solo 11 000, quasi la metà dall'iniziale valore previsto. Sfortunatamente i problemi non si limitarono a quello. Per cercare di ovviare ad un'errata distribuzione dei pesi vennero installati due serbatoi d'acqua da 4 000 L nella parte anteriore, inoltre, durante una prova di carico, un mezzo corazzato sfondò il pavimento in legno schiantandosi a terra.
Tuttavia, nell'aprile del 1941, venne organizzato il primo volo di prova. Per trainare il prototipo venne utilizzato uno Junkers Ju 90 A-1 una versione motorizzata Pratt & Whitney R-1830 Twin Wasp richiesta dalla South African Airways e non più consegnata a causa dello scoppio del conflitto mondiale. Anche durante il volo i problemi si concretizzarono in una oscillazione laterale sempre più pronunciata riconducibile ad una instabilità attorno all'asse verticale. Per evitare che questo trascinasse in un possibile schianto i due velivoli, dallo Ju 90 furono costretti a staccare il cavo di traino. Lo Ju 322 riuscì ad atterrare in un campo ma, ironia della sorte, venne riportato sulla pista d'atterraggio grazie ai carri che avrebbe dovuto trasportare.
Visti i risultati quello restò l'unico volo e il progetto venne abbandonato, sia perché l'Operazione Seelöwe era stata rinviata, sia perché Messerschmitt Me 321 risultava essere molto più efficiente. A suggello dell'ingloriosa fine, il V1, il prototipo semicompleto del V2 e tutte le parti fino ad allora realizzate vennero utilizzate come legna da ardere.

### Velivoli comparabili
Germania
- Messerschmitt Me 321

 Regno Unito
- General Aircraft Hamilcar